# Viviparità

Lo sviluppo dell'embrione mese per mese all'interno del corpo materno umano

La viviparità è un tipo di riproduzione in cui lo sviluppo embrionale avviene all'interno dell'organismo materno. Il termine può riferirsi sia a piante sia ad animali.

## Descrizione
A differenza dell'ovoviviparità, l'embrione viene nutrito dal corpo materno; nei mammiferi euteri lo scambio nutritivo avviene mediante la placenta, nei metateri si ha nell'utero, ma dopo pochi giorni il feto ancora inetto e lungo pochi centimetri esce dalle vie genitali femminili e istintivamente si porta verso le mammelle all'interno del marsupio.
Questo tipo di riproduzione è presente nei mammiferi della sottoclasse Theria e si può trovare in alcuni rettili, in qualche anfibio, come la salamandra, e in alcune specie di artropodi e di pesci.
Nel mondo vegetale la viviparità è comune tra le specie che crescono sui litorali delle coste marine tropicali, nella fascia periodicamente sommersa dalla marea (mangrovie), come p.es. le Rhizophoreae. In tali specie i semi germinano mentre sono ancora attaccati alla pianta madre, dando luogo a un cosiddetto "propagulo".